# حبیب‌الله تونی
حبیب الله بن نور الدین محمد بن طبیب تونی معروف به حبیب الله تونی طبیب قرن دوازدهم در شهر تون دیده به جهان گشود.وی صاحب کتاب شافی الاوجاع در طب میباشد.

در کتاب فهرست نسخه های خطی کتابخانه آیت الله مرعشی چنین آمده است :
 
او عالمی فاضل ، نویسنده ای زبر دست،طبیبی حاذق بوده است وی نویسنده کتاب الذریعه است. ایشان کتابی را در طب به زبان فارسی دیده که امروز در کتابخانه شیخ نعمة الله طریحی نجفی نگهداری میشود این کتاب در دو جلد به چاپ رسیده است در جلد اول انواع مرض ها و کیفیت درمان آنها و در جلد دوم انواع داروها و طریقه استفاده از آن نوشته شده است.